# 被勇者隊伍開除的馭獸使，邂逅了最強種的貓耳少女
《被勇者隊伍開除的馭獸使，邂逅了最強種的貓耳少女》（簡稱）是日本作家深山鈴創作的輕小說系列，由2018年6月11日起，在成為小說家吧連載，2019年5月2日起，經講談社發行實體書，擔綱插圖。改編漫畫由2019年1月30日起在漫畫應用程式開始連載，由繪畫。改編電視動畫於2022年10月2日首播（網絡平台提早一日，於10月1日首播）。

## 故事概要
雷因是勇者隊伍的一員。他身為「馭獸使」，能夠跟動物簽訂契約，以使用牠們的力量。他並沒有戰鬥技能，一直以輔助形式協助勇者隊伍。某天，勇者認為不會戰鬥的雷因對隊伍實在沒有作用，便將他趕出勇者隊伍。
雷因在失落的同時，決定以冒險者的身份向前邁進，因而去參加冒險者公會測試。在測試中，他遇上被殺人虎襲擊的女孩——奏。他原來為了讓奏逃走而跟殺人虎戰鬥，最終卻是奏一擊把殺人虎擊倒。原來奏是屬於世上眾多「最強種」之一的「貓靈族」，力量異常強大。奏感知到雷因作為馭獸使的天分，覺得他可以跟身為最強種的自己簽訂契約。他們順利簽訂契約，雷因成為了使役最強種的馭獸使，並通過冒險者測試，成為冒險者。

## 登場人物

### 主要人物
雷因·舒拉德（聲：千葉翔也日本；孟慶府（台灣））
本作男主角。馭獸使。曾隸屬勇者小隊，因被認定會扯勇者後腿而被逐出勇者小隊。之後為了登記冒險者，接下了討伐哥布林的任務，途中從殺人虎手中救下了身為貓靈族的奏，並與其結下契約成為冒險夥伴。小時候出生於由馭獸使聚集的村莊，曾於12歲時經歷了滅村之痛，之後被冒險者所救。擁有能夠一次性使役十隻以上生物並下達複雜的指令的天份，可說是馭獸使中的奇才（一般的馭獸使只能使役一隻生物），也學習過一段時間的馭蟲之術，但沒有學全，不能與昆蟲締結永久性質的契約。另外，雷因可以將自己的一部分靈魂轉移到與自己締結契約的動物身上，然後直接在該動物身體內發起使役，此時自身的肉體處於沉睡狀態。實際他和他村裡的人們一樣皆是始祖勇者子嗣的分家後裔，但本人對此毫不知情。無法忍受有人汙辱自己的夥伴，所以在奏和塔妮亞被他人鄙視詆毀時，會異常憤怒，甚至一拳揍向對方。
個性上相當的濫好人，對於他人的苦難無法見死不救，看到不公義的事情也絕對不會袖手旁觀。雖然不擅於戰鬥被原勇者小隊一行瞧不起，但實際上體術與近距離戰鬥能力非常優秀，學習戰鬥技巧也非常快速就能上手，能記得對方的招式並破解。會使用基礎「治癒」以及「火球」魔法，但卻也會「能力增幅」這種稀有魔法。
對於自己所擁有的才能過於異於常人卻沒有自覺，常常使奏以及塔妮雅感到意外而吐槽。
目前雷因已締結契約的最強種達到八種（緹娜屬幽靈不屬於最強種的其中之一，且櫻還尚未與雷因結締契約）。同時目前他身邊有11個追隨者們：奏（貓靈族）、塔妮雅（龍族）、索菈＆露娜（精靈族）、妮娜（神族）、伊莉斯（天族，得到的技能：召喚）、莉法（鬼族，得到的技能：魔眼‘精神控制’）、櫻（呀狼族）、菲妮婭（不死鳥族，得到的技能：自動回復）、萊哈（魔族）、緹娜（幽靈族）。
奏（聲：和氣杏未（日本）；林沛笭（台灣））
本作女主角之一。最強種貓靈族少女，與神族有親緣關係。種族特性不能使用魔法，但身體能力極強，在最強種中也是數一數二，屬於能強化到極限的物種。一開始隱居在深山裡，但因為覺得這樣的生活很無聊，就決定踏上旅途自己去旅行，在缺水缺糧的情況下遭遇殺人虎襲擊，在雷因為了救她而支開殺人虎時，縱身一躍用踵落一擊將殺人虎打倒，自己也處於餓昏頭到要差點餓死的狀態，於是雷因拿出隨身糧食讓她飽餐一頓，向對方自我介紹時希望雷因能稱呼自己的本名。由於貓靈族人數極度稀少，經常遭到他人抓捕以致瀕臨絕種，因此起初她對人類相當不信任。直到遇上了雷因，而且對方抱持著純潔的善意救下，因此喜歡雷因，並主動要求跟他結下契約成為雷因的使魔，也對雷因能靈魂轉移和重複與多個物種締結契約而感到詫異（普通馭獸使一次只能使役一隻，使役複數物種，則會負擔過高把神經燒毀；除非解除契約，否則不能再使役其他物種），當雷因遭人侮辱時，也會相當憤怒。
性格單純直接，故無法理解過於複雜的事情，但能感知到雷因的天分，觉得他可以與身为最强种的自己签订契约，能使役貓靈族的馭獸使在全世界也是屈指可數。雖然對於魔法適應性很差，但有著物理攻擊力相當高的特性，攻擊速度、踢擊以及拳擊威力驚人。雷因跟奏正式簽約完成，身體能力提升很多，雷因被其他冒險者找碴，因為對方想搶奪奏，於是雙方比腕力決勝負。雷因的力量大幅度提升，反而把對方壓制。主要是和最強種締結契約的關係，奏的力量也會影響到雷因。剛開始和他一起執行採集草藥這種簡單的委託工作，因為雷因是F級冒險者，必須透過累積經驗才能執行其它困難的任務。採集草藥時兩人碰到名為「漆黑之牙」的盜賊團，許多盜賊被雷因輕鬆解決，奏看著他戰鬥姿態無法把眼睛移開、心跳個不停。為了不讓盜賊迫害來往的商人及城鎮上的居民們，奏和雷因決定將百人以上的「漆黑之牙」盜賊團抓起來。兩人來到盜賊團的根據地，雷因展示馭蟲術的技能，利用阿爾蜂群的麻痺毒使盜賊們動彈不得半天；奏找來一群冒險者們將「漆黑之牙」一網打盡，並且兩人與他們飼養的大王蜥蜴戰鬥獲勝，讓雷因覺得和奏在一起就什麼都辦得到。
解決掉「漆黑之牙」後，公會認為奏和雷因做出極大的貢獻，於是破例讓雷因升格為E級冒險者，找旅館休息兩人一間房，但實際上是旅館老闆娘強行讓他們入住。原本雷因認為男女有別，想去外面露宿但奏心地善良，不介意與雷因同房並以「不能讓重要的夥伴露宿」為由，想治癒雷因心裡的傷痕，當晚看著對方入睡的表情感到安心。
雷因一行人在郊外與討伐魔王失敗的勇者小隊相遇，勇者小隊誘騙雷因去迷途之森獲取【真實之盾】，令奏和塔妮雅十分生氣，要求他們四人拿出相對的誠意向雷因道歉。兩個最強種發起了對勇者小隊的挑釁，激怒了隊長亞利歐斯，並讓雷因一行與勇者小隊決鬥。奏對陣的是戰士阿加斯，她驚人的速度和力量使得他感到吃驚，本來阿加斯想用「轟炎爆裂劍」對付她，反被奏輕鬆一腳踢開化解，並只用一半的力量對抗全力以赴的阿加斯。最後戰鬥以奏打暈阿加斯結束。
其實很喜歡被雷因摸頭，但不會對雷因主動要求。是雷因所使役的最強種少女中身材第二好的。
一開始對於塔妮雅對雷因的親近會吃醋，後來經過相處變成如同姊妹間的關係。
非常害怕幽靈，但自從接觸了死後化為幽靈的緹娜後而稍微克服這項恐懼。
使役以后得到的技能：身体强化，體力耐力大幅强化的技能
塔妮雅（聲：大久保瑠美）
本作女主角之一。最強種龍族少女。種族特性擅長魔法（特別是火屬性），魔力量在最強種中排名第2，僅次於精靈族。能變換成大紅龍，號稱「天空的支配者」，近身戰的身手跟奏不相上下，也能用尾巴攻擊以及噴火，甚至會將能量以火球的形式釋放出來，因應龍族的成年試煉，十五歲要成為獨當一面的龍，因而養成她戰鬥狂的性格。為了修行而佔據史特萊德橋（為赫莱森城所在的中央大陸，通往南方大陸的唯一通道），並見人就發起挑戰，導致過橋的人們越來越少，在雷因與奏到來之前未嘗一敗，挑戰者因為她是女性，認為敗給她是一種羞恥而閉口不談。人們稱之為「史特萊德橋的看門狗」（儘管這種說法不合塔妮雅的本意），因而奏和雷因被冒險者公會委託去打倒她，在戰鬥中使出龍之吐息讓奏的尾巴著火。之後奏和雷因兩人透過作戰會議，奏負責牽制塔妮雅，而雷因跟一大群帶有毒性的彼多鳥簽訂臨時契約，讓塔妮雅中毒動不了而獲勝，麻痺狀態下被奏摸就會感覺到痛，並在輸給奏和雷因後並被兩人帶回去冒險者公會，交代驅逐「史特萊德橋的看門狗」的任務已經完成。
以自己的龍族身份而自豪，會無意中向路人泄露自己的真實身份，引得雷因和奏上前阻止她繼續講下去而引發騷動，赫莱森城的居民們認為她只是一個裝扮成龍族的女孩子，但還是有少數人知道她的真實身份。之後塔妮雅決定跟隨雷因和奏，以成為夥伴的方式做為自己的修行之路，並且跟中意的雷因結下契約成為他的使魔。同時和奏聽到雷因過去被勇者團踢出表示生氣，兩人都因有這樣的主人而感到自豪。當雷因遭人侮辱時，也會相當憤怒。與塔妮雅的契約讓雷因的火球術一瞬間就滅了全部的史萊姆群，火球與龍息魔力的增幅強，但控制還是需要練習。她的教學方式讓雷因覺得很斯巴達，卻也讓他掌握魔力的控制。在隨後的半獸人討伐任務中，她差點被半獸人偷襲，雷因不得不出手解救。塔妮雅因此自覺無顏面對他，但雷因並沒有責備她，晚上還把自己的床讓給塔妮雅睡，這個舉動讓她跟隨雷因的想法更加牢固。
性格表現上是名傲嬌，內在與性格相反，心思非常細膩且溫柔體貼，在知道雷因善良的本性之後深深喜歡上他，但嘴上不願承認。其實也跟奏一樣很喜歡被雷因摸頭，但也不會對雷因主動要求。是雷因所使役的最強種少女中身材最好的。
體能以及魔法攻擊力都相當優秀，起初會因為自身身為最強種輕敵大意而陷入危險中，但經過雷因提點後改善許多。能夠施展多重超高位階魔法與抵銷對方魔法「本源抵銷」的相消術。
雷因一行人在郊外與討伐魔王失敗的勇者小隊相遇，勇者小隊誘騙雷因去迷途之森獲取【真實之盾】，令奏和塔妮雅十分生氣，要求他們四人拿出相對的誠意向雷因道歉。兩個最強種發起了對勇者小隊的挑釁，激怒了隊長亞利歐斯，並讓雷因一行與勇者小隊決鬥。塔妮雅對陣的是魔女琳和神官米娜，兩人合力使用魔法攻擊塔妮雅，都被她輕鬆化解，讓琳和米娜看得目瞪口呆。最後戰鬥以塔妮雅用世界末日般的場景嚇唬凜和米娜結束。
一開始對於奏對雷因的親近會吃醋，後來經過相處變成如同姊妹間的關係。
使役以后得到的技能：魔力强化，提升魔力总量和魔法威力
索菈（聲：田中美海）
最強種精靈族少女。露娜的雙胞胎姐姐。頭上的花朵髪飾配戴在左邊。種族特性非常善長魔法、魔力穩定、構築多重魔法術式等，簡言之就是魔法方面的專家。魔力量在最強種中最多。性格穩重，但因嬌羞而不擅於表達自己內心的情感，非常關心自己的妹妹露娜。在露娜被闇影騎士挾持時，試圖向族長求救，結果被以結界內的族人安危為由拒絕。在雷因為了【真實之盾】而前往迷途之森時，誤以為是要來破壞森林的人類，試圖將其武力排除。起初因為精靈族與人族的長年衝突因素，且精靈族本身非常討厭濫伐森林的人族，故對於身為人類的雷因非常不信任且有著強烈的驅逐敵意，所以面對雷因時語氣非常冰冷強硬，但在使用武力排除的時候被雷因的真誠感動，於是願意放下敵意與雷因交談，在雷因說明他們的來意後便答應將【真實之盾】交給他們。
在放棄拯救自己妹妹的性命與族人間的重要性的取捨而有一番痛苦的心理掙扎，其實很想開口求助於人，卻因為當下不夠信任雷因而遲遲說不出口，但心事重重的表情終究被雷因察覺，這才說出有關自己妹妹被闇影騎士擄走的事情經過，聲淚俱下的表示自己無法放棄自己最珍視的妹妹但也不能背叛族人聽闇影騎士的威脅撤下結界，兩邊都不能放棄以至於令她感到非常為難。說出口後心理的壓力終於得以宣洩，並哀求雷因能出手幫忙，而令她意外的是雷因一行人毫不猶豫的就答應了。
自雷因從闇影騎士手中救下露娜後，雷因也成為唯一能夠讓索菈信任的人族並對雷因有好感，再加上自己因族人對露娜見死不救所產生的隔閡，決定和露娜一同追隨雷因，並一起結下契約。
平時跟雷因一同冒險時會隱藏自己身為精靈族象徵的翅膀，在施展魔法時就會顯露出來。因為強化了魔法特性的關係，因此體力跟露娜一樣都非常差，跋山涉水等劇烈運動就會體力不支。
對於人間界生活方面的知識所知有限，但跟露娜一樣喜歡吃到人類所做好吃的食物。
起初非常擔心因為自己跟露娜在隊伍中因戰鬥能力較弱而害怕不被雷因需要，但雷因完全不在意並認同兩精靈為他重要的同伴。
在接受甘茨·斯托洛夫鐵匠委託雷因調查密銀盜採事件的時候，因為奏與塔妮雅出手太重，以至於擊暈了非法盜採密銀的參與人員，在雷因沒辦法找出線索的時候，與露娜一同施展了「記憶讀取」的精靈秘術，也因為這樣得知有用線索幫助到雷因而感到開心。
幫助完雷因之後會要求雷因以「摸摸頭」做為獎勵，雖然雷因本人覺得沒什麼，但索菈似乎很喜歡雷因這麼做。
使役以后得到的技能：连续咏唱，可以连续释放或多重释放魔法的技能
露娜（聲：指出毬亞）
最強種精靈族少女。索菈的雙胞胎妹妹。頭上的花朵髪飾配戴在右邊。性格豪爽，說話口無遮攔且有話直說不拐彎，對於品嘗到美食會毫不猶豫的讚賞，有些小調皮的個性。曾因與闇影騎士戰鬥失敗而被挾持，後被雷因所救，對於救出自己的雷因有好感。對談方面用語自稱「吾」，說話老成但喜歡開黃腔，與索菈的性格完全相反，這點也讓索菈感到困擾。雖為精靈族，但經常評價同族的族人是「家裡蹲」。
在挑選武器時，曾提議雷因以鞭子為武器，但目的似乎不是為了戰鬥（所想的使用方式是調教）而被索菈制止。
平時跟雷因一同冒險時會隱藏自己身為精靈族象徵的翅膀，在施展魔法時就會顯露出來。因為強化了魔法特性的關係，因此體力跟索菈一樣都非常差，跋山涉水等劇烈運動就會體力不支。
對於人間界生活方面的知識所知有限，但跟索菈一樣喜歡吃到人類所做好吃的食物。
起初非常擔心因為自己跟索菈在隊伍中因戰鬥能力較弱而害怕不被雷因需要，但雷因完全不在意並認同兩精靈為他重要的同伴。
在接受甘茨·斯托洛夫鐵匠委託雷因調查密銀盜採事件的時候，因為奏與塔妮雅出手太重，以至於擊暈了非法盜採密銀的參與人員，在雷因沒辦法找出線索的時候，與索菈一同施展了「記憶讀取」的精靈秘術，也因為這樣得知有用線索幫助到雷因而感到開心。
幫助完雷因之後會要求雷因以「摸摸頭」做為獎勵，雖然雷因本人覺得沒什麼，但露娜似乎也很喜歡雷因這麼做。
精通蔬菜料理。疑似討厭姐姐索菈的料理，非常不敢讓姐姐下廚。
使役以后得到的技能：诅咒免疫、異常狀態無效化
妮娜（聲：高野麻里佳）
最強種神族少女，與貓靈族有親緣關係。赫莱森城前領主之子埃德加的奴隸。起初在大山裡的某個村莊受當地居民供奉及呵護，如同溫室內的花朵般。後來因埃德加狹持當地居民，強迫她服從自己而淪為其奴隸，每天都遭受埃德加的凌虐，直到被雷因救出為止。是神靈賦予力量的種族。擁有其他最強種族所不具備的空間操縱能力，可以設置結界“神聖的加護”防禦攻擊，無法用武力打破，也能即時傳送進行瞬移。被救出來後希望幫上雷因更多的忙，因而與其結下契約。故事後續透露擁有覺醒形態（大多數最強種都有），覺醒後身材和戰鬥力都會得到巨大加強。
使役以后得到的技能：物質創造，透過消耗魔力來創造所需物質來製造材料
緹娜·霍利（聲：M·A·O）
雷因邸宅內的女僕幽靈。曾在其他城鎮擔任女僕，30年前被自己服侍的主人虐殺而死，因而化為幽靈。是雷因的使魔中唯一一位非最強種。
使役以后得到的技能：重力操作
伊莉斯
最強種天族少女。非常痛恨人類。
莉法
最強種鬼族少女。
菲妮婭
最強種不死鳥族少女。
櫻
最強種呀狼族少女。是雷因的隊伍中唯一一個沒有跟雷因結締契約的最強種，原因是她不會結締契約。（結締永久契約時，被使役方必須說出自己的名字才能生效，但她只說「僕」）
萊哈
最強種魔族少女。
小羽
最強種機翔族少女。

### 勇者隊伍
亞利奧斯（聲：島崎信長）
前勇者。個性卑劣、自尊心強、妒忌心重，經常濫用勇者之名來行霸道之事，把雷因逐出小隊的元兇。始祖勇者子嗣的宗家後裔。瞧不起身為馭獸使的雷因，同時經常向貴族獻媚，對平民非常冷淡，看不起冒險者，也相當鄙視人類以外的種族，即使號稱最強種的貓靈族和龍族等也不例外。曾因蔑稱奏和塔妮雅是“寵物”而激怒了雷因，在被其打敗後開始憎恨雷因。為了除掉雷因，私下將附帶禁忌魔法的魔法戒指送給埃德加。在魔族襲擊赫萊森城期間因帶頭拒絕對抗魔族，而導致自己和團隊成員們在赫萊森城的聲望一落千丈。後來因企圖刺殺阿爾加斯王國國王與企圖陷害雷因失敗後被捕，其後被剝奪勇者資格並一度入獄。之後在魔族的莫妮卡的幫助下逃獄，把阿加斯殺死後與莫妮卡一同離開阿爾加斯王國。其後變成了魔族，被雷因殺死。最終因罪孽過於深重，靈魂被直接消滅，無法復活。是前勇者一行中唯一無法轉世的一員。
阿加斯（聲：濱野大輝）
亞利歐斯一行中的戰士，穿著重鎧的光頭男子，性格較穩重，個性嚴謹，具有武人氣質，瞧不起實力低弱的人。起初和其他隊員一樣支持把雷因逐出小隊，但後來因討伐魔王的進度開始受挫，為此曾提議讓雷因歸隊。在魔族襲擊赫萊森城期間主張參與對抗魔族，試圖勸說亞利歐斯，卻反被回絕。後來因亞利歐斯企圖刺殺阿爾加斯王國國王與企圖陷害雷因失敗後被捕，其後被剝奪勇者一行資格並入獄，至此徹底失去對亞利歐斯的信任，因而與亞利歐斯反目。最後被逃獄的亞利歐斯所殺。亞利歐斯死後被安排轉世。
琳（聲：種崎敦美）
亞利歐斯一行中的魔法使，能够使用上千种魔法，支持把雷因逐出小隊的隊員之一。個性高傲自大、自尊心強，也經常濫用勇者一行之名來行霸道之事，後來因亞利奧斯企圖刺殺阿爾加斯王國國王與企圖陷害雷因失敗後被捕，其後被剝奪勇者一行資格並入獄。後來被莫妮卡變成魔族與雷因為敵，最終被雷因消滅。亞利奧斯死後被安排轉世。
米娜（聲：古賀葵）
亞利奧斯一行中的神官，支持把雷因逐出小隊的隊員之一。性格較冷靜，受教會的影響，一直相信勇者的判斷是神的意志。在魔族襲擊赫萊森城期間曾主張參與對抗魔族，卻因亞利奧斯的反對而被壓下來。後來因亞利奧斯企圖刺殺阿爾加斯王國國王與企圖陷害雷因失敗後被捕，其後被剝奪勇者一行資格並入獄。在亞利奧斯投靠魔族後，再加上阿加斯和琳的死亡，後悔自己一直盲目順從亞利奧斯，而葬送了自己和同伴的人生，選擇背叛了亞利奧斯，並且立場轉而支持雷因，最終與主教一起死於魔王軍的侵略之下。亞利奧斯死後被安排轉世。

### 阿爾加斯王國

#### 王族
阿爾加斯·馮·羅爾利斯
阿爾加斯王國的國王。對自己錯選了亞利歐斯擔任勇者，並給予其權力造就了他到處為惡一事而懊悔不已，下令剝奪亞利歐斯的勇者資格，將其一行人下獄，並親自向被陷害的雷因道歉。
莎莉亞·羅爾利斯
阿爾加斯國的第三公主。曾受到雷因的幫助，在雷因被亞利歐斯陷害後堅信雷因的清白，協助雷因平反。認為亞利歐斯不配當勇者，在王都人民面前揭發亞利歐斯的種種惡行，使其身敗名裂。

#### 勇者
西馮·諾克斯
在亞利歐斯被剝奪勇者資格後繼任的新勇者，曾經是擁有資深冒險經驗的A級冒險者。與亞利歐斯相反，是個正義感強烈的少女。同樣是始祖勇者子嗣的宗家後裔。
亞利歐斯
原勇者，現已被剝奪資格，參見勇者隊伍。
雷因·舒拉德
始祖勇者子嗣的分家後裔，雖然本人是後來才得知此事的，但仍主動放棄勇者資格，參見主要人物。

#### 赫莱森城
阿爾加斯王國的一個城市，與南方大陸之間設有唯一通往南方大陸的史特萊德橋。自故事一開始該城市由弗洛威爾家族統治，在他們的統治之下，當地由吉爾為首的騎士團成員在他們的收買之下至使官僚貪污、濫權、不務正業等腐敗現象，造成當地民眾和冒險者對騎士團的不信任，直到魔族襲擊赫莱森事件後，包括時任領主及與之狼狽為奸的騎士團成員們遭到史黛拉清算後，騎士團與民眾之間的對立才有所緩和，同時重建後的赫莱森城，也因而成為了沒有貴族統治的自由的城市。
娜塔莉·弗洛（聲：高田憂希）
冒險者公會的接待員。對於試圖破壞公會秩序的人會給予憤怒的制裁，生氣起來無人能敵，千萬不要去惹她。因為對雷因身邊增加越來越多的最強種少女們感到好奇，這也使得她常對雷因以及這些最強種少女們與雷因的關係有著奇妙的誤解（通常是歪樓的那種誤解）。
史黛拉·恩普雷斯（聲：高橋李依）
騎士團赫莱森支部的副隊長，個性耿直且正義心強的女騎士。曾因領地內包括隊長在內的騎士團成員和時任領主弗洛威爾父子狼狽爲奸而四處奔波，後與雷因合作，對騎士團展開大清洗，逮捕了領地內包括隊長和時任領主狼狽爲奸的騎士團成員，同時揭發了時任領主弗洛威爾父子等人，所犯下的罪行並對他們進行逮捕。她自己也因此被晉升為騎士團隊長。
甘茨·斯托洛夫（聲：辻親八）
經營武器店的矮人族鐵匠。鍛造技巧一流，但由於許多向他買武器的客人都認為「只要有錢就可以買到好武器」，完全不考慮其適不適合自己，且自己精心製作的武器隨手就被丟棄而感到憤怒，因此起初的他平時都只賣量產貨給客人，且待客態度冷淡。這是因為他認為自己做出的武器就如同自己的孩子一樣，但看到自己的武器被人以不珍惜的態度，隨意丟棄而感到悲傷憤怒，最後才導致麻痺為木然的態度面對那些客人。而在雷因看出他的心思後，態度開始大轉變，便決定免費為他量身訂製屬於他的專屬武器，但因為製作武器需要「密銀」這種特殊且堅韌的材料，而此時甘茨·斯托洛夫手邊正好沒有，以至於無法馬上製作。
其實擁有祖先傳下來的天然密銀礦場，但最近非常離奇的都挖掘不到密銀礦石，正對此感到奇怪的時候，雷因也察覺到事有蹊蹺便自告奮勇的想調查這個事件，甘茨·斯托洛夫當下也決定委託給雷因去調查，本想給雷因相對應的報酬答謝，但被雷因拒絕，雷因並表示只想要甘茨·斯托洛夫製作的裝備當報酬，甘茨·斯托洛夫爽快的答應了雷因的要求。
非法盜採密銀事件的起因是因為甘茨·斯托洛夫待客的態度冷淡，再加上買到的客人後來知道高價買到的裝備，居然是量產的便宜貨，而想報復甘茨·斯托洛夫，試圖讓他沒有密銀可以製作更精良的裝備，所以才有這起事件的發生。
在魔族襲擊赫萊森城期間，曾帶著一車自己精心製作的武器去冒險者公會分發給冒險者們，以利冒險者們協助雷因對抗魔族。
埃德加·弗洛威爾（聲：高塚智人）
前赫莱森城領主的私生子，妮娜的前主人。經常備受父親寵愛，每當自己在外的任何所作所為，其父都願意隨時幫他善後。家裡私下從事藥用植物的種植和違禁物品的交易。為人自私、自尊心強，經常為了得到自己想要的東西而不擇手段，甚至以領主之子的名義濫用公權橫行霸道，完全不顧領民的死活，同時將領民視作自己圈養的家畜來對待，且喜歡虐待他人，同時渴望奴役最強種，甚至將最強種視為奴隸和寵物對待。曾和父親一同花錢收買領地內的騎士團成員，且每個月經常到鎮上綁架他看上的女人並加以凌虐。曾看上索菈和露娜，並試圖強迫她們成為自己的女人，因雷因的阻擾而沒有得逞。在自己收買的騎士團成員遭到史黛拉清算後，試圖使用亞利歐斯送給他的魔法戒指，並且召喚了魔族。之後在自己召喚的魔族被雷因等人打倒後，因父親遭到逮捕而失去了領主之子的地位，自己因魔族的事件後重傷住院，在救治的期間並遭到憤怒的群眾報復襲擊，康復後被送到王都接受判決。
電視動畫版的劇情有一些改動: 他召喚了魔族後，反遭魔族吞噬。
吉爾·史特雷加（聲：阿座上洋平）
前騎士團赫莱森支部的隊長。在赫莱森城領主的兒子埃德加的收買之下而與之狼狽為奸，並為他做牛做馬，和他一起幹盡許多壞事。後來被發現和時任領主，及與其有關的所有騎士團成員罪行被揭發而被逮捕。

### 親屬及相關人士
雷因的父母
名皆不詳，在與雷因的對話中提及，皆為馭獸使，且事實上和村裡的人一樣皆是始祖勇者子嗣的分家後裔，最終和村民們皆死於魔王軍的侵略之下。
鈴
奏的母親，最強種貓靈族女性，實力可說是貓靈族的巔峰。
艾爾
索菈和露娜的母親，最強種精靈族女性。
米露亞
塔妮雅的母親，最強種龍族女性。
優紀
最強種精靈族女性，曾企圖要求雷因解除索菈和露娜契約，並將打算她們帶回村莊。
諾基亞
妮娜的母親，最強種神族女性。
莉佐娜
莉法的母親，最強種鬼族女性。
艾爾芬
菲妮婭的母親，最強種不死鳥族族長。
時雨
櫻的祖母，最強種呀狼族女性。

### 魔王軍
艾迪露華絲
現任魔王，外表是一名身穿紅色長裙、雙瞳為赤紅色的少女。
闇影騎士（聲：武内駿輔）
隸屬於魔王軍的C級魔物。擁有可以抵消所有魔法攻擊的特殊能力。奉命消滅對魔王軍構成威脅的最強物種。他挾持了露娜，逼迫索菈解除迷途之森的結界。與了解情況的雷因等人交戰，被得到“能力增幅”的奏一擊打倒。
莫妮卡．艾克雷亞
魔王軍在人類勢力的臥底。在亞利歐斯被剝奪勇者資格一度入獄後，潛入牢中救出亞利歐斯。原名為莫妮卡．艾克雷爾，真實身份是始祖勇者的宗家後裔，其所在的村落被始祖勇者的分家後裔屠殺，因而憎恨人類。

## 用語
馭獸使
透過簽訂契約來使役生物的職業，為非戰鬥職業。一般馭獸使一次只能使役一隻生物，使役複數物種，則會負擔過高把神經燒毀，除非解除契約，否則不能再使役其他物種，然而雷因和他過去家鄉的村民例外。
最強種
在這個世界遠超人類的強大種族，共有十種。

## 出版書籍
2018年10月20日，作者深山鈴在其成為小說家吧個人頁面上，宣佈本作將發行實體書，並將獲改編為漫畫。

### 小說
| 卷數 | 講談社        | 講談社                 |
| 卷數 | 發售日期      | ISBN                   |
| ---- | ------------- | ---------------------- |
| 1    | 2019年5月2日  | ISBN 978-4-06-515548-6 |
| 2    | 2019年7月2日  | ISBN 978-4-06-516596-6 |
| 3    | 2019年12月2日 | ISBN 978-4-06-518323-6 |
| 4    | 2020年4月30日 | ISBN 978-4-06-519593-2 |
| 5    | 2020年11月2日 | ISBN 978-4-06-521536-4 |
| 6    | 2021年5月6日  | ISBN 978-4-06-523830-1 |
| 7    | 2021年11月2日 | ISBN 978-4-06-526202-3 |
| 8    | 2022年7月1日  | ISBN 978-4-06-528776-7 |
| 9    | 2024年9月2日  | ISBN 978-4-06-535806-1 |
| 10   | 2025年2月28日 | ISBN 978-4-06-537819-9 |

### 漫畫
| 卷數 | 史克威爾艾尼克斯 | 史克威爾艾尼克斯       |
| 卷數 | 發售日期         | ISBN                   |
| ---- | ---------------- | ---------------------- |
| 1    | 2019年6月12日    | ISBN 978-4-7575-6160-1 |
| 2    | 2019年11月12日   | ISBN 978-4-7575-6384-1 |
| 3    | 2020年4月11日    | ISBN 978-4-7575-6598-2 |
| 4    | 2020年10月7日    | ISBN 978-4-7575-6880-8 |
| 5    | 2021年4月7日     | ISBN 978-4-7575-7181-5 |
| 6    | 2021年10月7日    | ISBN 978-4-7575-7517-2 |
| 7    | 2022年9月7日     | ISBN 978-4-7575-8008-4 |
| 8    | 2023年9月7日     | ISBN 978-4-7575-8767-0 |
| 9    | 2024年9月6日     | ISBN 978-4-7575-9401-2 |
| 10   | 2025年8月6日     | ISBN 978-4-7575-9989-5 |

## 電視動畫
2022年6月10日，宣佈改編電視動畫於2022年10月首播，並公開主視覺圖、第1條宣傳片，以及主要聲優和製作人員陣容。動畫製作公司是EMT Squared。同日木棉花國際宣佈代理本作。8月7日，宣佈首播日期是10月2日，並公開第2條宣傳片。

### 製作人員
- 原作：深山鈴、
- 導演：濁川敦
- 系列構成：青島崇
- 角色設計：山本周平
- 音樂：林友樹、桶狹間有沙、近谷直之
- 動畫製作：EMT Squared
- 製作：「馭獸使」製作委員會[4]

### 主題曲
片頭曲《Change The World》
歌：MADKID
作詞：LIN,YUKI，作曲：鈴木盛廣，編曲：TAKT（TRYTONELABO），A＆R：川崎真衣
片尾曲《LOVE＆MOON》
歌：高野麻里佳
作詞、作曲、編曲：ARAKI

### 各話列表
| 話數 | 日文標題 | 中文標題       | 劇本     | 分鏡               | 演出               | 作畫監督 | 總作畫監督 | 首播日期 （2022年） |
| ---- | -------- | -------------- | -------- | ------------------ | ------------------ | --- | ---------- | ------------------- |
| 01   |          | 命運的相遇     | 青島崇   | 濁川敦             | 濁川敦             | 山本周平、塚本步、染谷友梨花                                                                                        | 山本周平   | 10月2日             |
| 02   |          | 夥伴（同伴）   | 青島崇   | 熨斗谷充孝         | 熨斗谷充孝         | 鈴木伸一、Mubon Hyeong-jun、Kim Ran-yeoug Park Song-hwa、Lim Jin-wook、Lim Su-gyong Jo Won-ha、Big Owl              | 山本周平   | 10月9日             |
| 03   |          | 另一個最強種   | 鴻野貴光 | 藍崎灯             | 村川直哉           | 青木伸一、中島美子、中山和子 保村成、栗田聰美、塚本歩 、小林冴子、藤田正幸                                          | 谷津美弥子 | 10月16日            |
| 04   |          | 龍族的力量     | 鴻野貴光 | 増田敏彦           | 周旭               | 黄凤、葛欢、章雄、沈倩                                                                                              | 山本周平   | 10月23日            |
| 05   |          | 馭獸使VS勇者   | 青島崇   | 小坂春女、石井久志 | 小坂春女           | 青木伸一、小林冴子、平河仁 宮崎麻美、玉置典彦、金元会 上田惠理、染谷友梨、花大原大                                  | 谷津美弥子 | 10月30日            |
| 06   |          | 迷途之森       | 鴻野貴光 | 尾上皓紀           | 尾上皓紀           | 栗田聰美、永田有香、青木伸一 染谷友梨花、小林冴子、上田惠理                                                         | 栗田聰美   | 11月6日             |
| 07   |          | 被囚禁的精靈族 | 鴻野貴光 | 日下部優樹         | 日下部優樹         | Kim Hyun-kyoung、Kim Jin-young、Yeon Ji-hye An Young-yoo、Big Owl                                                   | 不適用     | 11月13日            |
| 08   |          | 打造武器吧     | 青島崇   | 濁川敦             | 村川直哉           | 栗田聰美、金元會、上田惠理 塚本步、玉置典彥、染谷友梨花 北村淳一、宮崎麻美                                          | 栗田聰美   | 11月20日            |
| 09   |          | 馭獸使VS馭獸使 | 鴻野貴光 | 增田敏彥           | 周旭               | 王夢靈、葛歡、章雄 沈倩、胡慶丹、陳如水                                                                             | 杉村苑美   | 11月27日            |
| 10   |          | 赫莱森的黑暗   | 青島崇   | 尾上皓紀           | 尾上皓紀           | 北村淳一、永田有香、西川真人 服部憲知、服部益實、 松本惠子、小林冴子、玉置典彥 平河仁、宮崎麻美、                   | 山本周平   | 12月4日             |
| 11   |          | 漆黑波動       | 青島崇   | 石井久志           | 栗山美秀、小坂春女 | 栗田聰美、染谷友梨花、小林冴子 上田惠理、平河仁、松下純子 松本惠子、森悅史、大原大、One Order                       | 栗田聰美   | 12月11日            |
| 12   |          | 英雄           | 青島崇   | 藍崎燈             | 村川直哉           | 金元會、玉置典彥、小林冴子 上田惠理、島田英明、片岡惠美子 平河仁、青木伸一、大原大 塚本步、EverGreen、MASSKET、神龍 | 杉村苑美   | 12月18日            |
| 13   |          | 大家的家       | 青島崇   | 浊川敦             | 浊川敦             | 山本周平、栗田聪美、上田惠理 青木伸一、平河仁、谷津美弥子 神龙、Grain                                               | 山本周平   | 12月25日            |

### 播映平台
| 播映地區   | 播映平台 | 播映日期                | 播映時間                          | 備註   |
| ---------- | --- | ----------------------- | --------------------------------- | ------ |
| 臺灣       | 巴哈姆特動畫瘋、中華電信MOD、Hami Video、LiTV 線上影視、myVideo、遠傳friDay影音 中嘉bb寬頻.bbTV、KKTV、LINE TV、Yahoo TV 一起看、CATCHPLAY+、bilibili 木棉花台灣YouTube頻道 | 2022年10月2日－12月25日 | 星期日 22:00（UTC+8）             | [ 33 ] |
| 香港、澳門 | 木棉花香港YouTube頻道 | 2022年10月2日－12月25日 | 星期日 22:00（UTC+8）             | [ 34 ] |
| 香港       | Animax Asia（電視首播、重播及網上重播：myTV SUPER） | 2022年10月3日－12月26日 | 星期一 20:30（UTC+8）（首播時間） | [ 35 ] |
| 香港       | Animax Asia（電視首播及重播：now TV） | 2022年10月3日－12月26日 | 星期一 20:30（UTC+8）（首播時間） |        |
| 澳門       | Animax Asia（電視首播、重播及網上重播：澳門有線電視） | 2022年10月3日－12月26日 | 星期一 20:30（UTC+8）（首播時間） |        |

### 藍光、DVD
| 卷數 | 發行日期          | 收錄話數       | 規格編號 | 規格編號 |
| 卷數 | 發行日期          | 收錄話數       | 藍光版   | DVD版    |
| ---- | ----------------- | -------------- | -------- | -------- |
| 1    | 2023年1月11日發行 | 第1話－第3話   | HPXN-411 | HPBN-411 |
| 2    | 2023年2月3日發行  | 第4話－第6話   | HPXN-412 | HPBN-412 |
| 3    | 2023年3月3日發行  | 第7話－第9話   | HPXN-413 | HPBN-413 |
| 4    | 2023年4月5日發行  | 第10話－第13話 | HPXN-414 | HPBN-414 |

## 外部連結
- 小說官方網站（成為小說家吧）（日語）
- 漫畫官方網站（日語）
- 動畫官方網站（日語）
- 電視動畫的X（前Twitter）（日語）